# Twin Towers (Film)
Twin Towers ist ein US-amerikanischer Dokumentarfilm aus dem Jahr 2003.

## Handlung
Der Film stellt die Brüder Joseph und John Vigiano jr. vor, die beide bei den Terroranschlägen vom 11. September 2001 ums Leben kamen. Joseph war Polizist, John Feuerwehrmann.
Zu sehen sind Aufnahmen, die Wochen vor den Anschlägen entstanden. Josephs Familie wird vorgestellt und auch Josephs Freude an seinem Beruf. Am 11. September wurden beide Brüder zum World Trade Center gerufen. Vater John sr. erhielt noch einen Anruf von Joseph. Von offiziellen Stellen wurde bestätigt, dass John und Joseph beim Einsturz der Türme getötet wurden, während sie versuchten, die Menschen in Sicherheit zu bringen.

## Auszeichnungen
2003 wurde der Film in der Kategorie Bester Dokumentar-Kurzfilm mit dem Oscar ausgezeichnet.
Zudem gewann er beim Aspen Shortsfest den Zuschauerpreis und den Preis der Jury.

## Hintergrund
Der Film hatte seine Premiere im Januar 2003 beim Sundance Film Festival.